# Liste der Länderspiele der moldauischen Futsalnationalmannschaft der Frauen
Die nachfolgende Liste enthält alle Länderspiele der moldauischen Futsalnationalmannschaft der Frauen, die der Fußballverband der Republik Moldau, die Federația Moldovenească de Fotbal (FMF), im Jahr 2017 gegründet hat. Futsal ist die einzige von der FIFA anerkannte Variante des Hallenfußballs. Bisher wurden sechs Länderspiele ausgetragen.

## Länderspielübersicht
Legende
- Erg. = Ergebnis
- n. V. = nach Verlängerung
- i. S. = im Sechsmeterschießen
- abg. = Spielabbruch
- H = Heimspiel
- A = Auswärtsspiel
- * = Spiel auf neutralem Platz
- Hintergrundfarbe grün = Sieg
- Hintergrundfarbe gelb = Unentschieden
- Hintergrundfarbe rot = Niederlage

| Nr.                       | Datum      | Erg. | Gegner   |   | Austragungsort                             | Anlass                                  | Bemerkungen |
| ------------------------- | ---------- | ---- | -------- | - | ------------------------------------------ | --------------------------------------- | --- |
| 1                         | 22.06.2018 | 1:3  | Belarus  | A | Homel (BLR), Sportivnyj kompleks Lokomotiv | Freundschaftsspiel                      | Erstes Auswärtsspiel Erste Niederlage Erste Auswärtsniederlage Erstes Länderspiel gegen Belarus                                                    |
| 2                         | 23.06.2018 | 3:4  | Belarus  | A | Homel (BLR), Sportivnyj kompleks Lokomotiv | Freundschaftsspiel                      | Höchste Niederlage Höchste Auswärtsniederlage |
| 3                         | 15.08.2018 | 5:5  | Rumänien | H | Chișinău, Complexul Sportiv Alexia         | Freundschaftsspiel                      | Erstes Heimspiel Erstes Unentschieden Erstes Heimunentschieden Höchstes Unentschieden Höchstes Heimunentschieden Erstes Länderspiel gegen Rumänien |
| 4                         | 16.08.2018 | 2:3  | Rumänien | H | Chișinău, Complexul Sportiv Alexia         | Freundschaftsspiel                      | Erste Heimniederlage Höchste Heimniederlage |
| 5                         | 21.08.2018 | 0:1  | Armenien | H | Ciorescu, Futsal Arena FMF                 | Europameisterschaft 2019- Qualifikation | Erstes Länderspiel gegen Armenien |
| 6                         | 23.08.2018 | 3:3  | Belarus  | H | Ciorescu, Futsal Arena FMF                 | Europameisterschaft 2019- Qualifikation | |
| Stand: 11. September 2018 |            |      |          |   |                                            |                                         | |

## Statistik
In der Statistik werden nur die offiziellen Länderspiele berücksichtigt.
Legende
- Sp. = Spiele
- Sg. = Siege
- Uts. = Unentschieden
- Ndl. = Niederlagen
- Hintergrundfarbe grün = positive Bilanz
- Hintergrundfarbe gelb = ausgeglichene Bilanz
- Hintergrundfarbe rot = negative Bilanz

### Gegner
| Land     | Kontinentalverband | Sp. | Sg. | Uts. | Ndl. | Torverhältnis |
| -------- | ------------------ | --- | --- | ---- | ---- | ------------- |
| Armenien | UEFA               | 1   | 0   | 0    | 1    | 0:1           |
| Rumänien | UEFA               | 2   | 0   | 1    | 1    | 7:8           |
| Belarus  | UEFA               | 3   | 0   | 1    | 2    | 07:10         |
| Gesamt   | Gesamt             | 6   | 0   | 2    | 4    | 14:19         |

### Kontinentalverbände
| Kontinentalverband                 | Sp. | Sg. | Uts. | Ndl. | Torverhältnis |
| ---------------------------------- | --- | --- | ---- | ---- | ------------- |
| AFC (Asien)                        | 0   | 0   | 0    | 0    | 0:0           |
| CAF (Afrika)                       | 0   | 0   | 0    | 0    | 0:0           |
| CONCACAF (Nord- und Mittelamerika) | 0   | 0   | 0    | 0    | 0:0           |
| CONMEBOL (Südamerika)              | 0   | 0   | 0    | 0    | 0:0           |
| OFC (Ozeanien)                     | 0   | 0   | 0    | 0    | 0:0           |
| UEFA (Europa)                      | 6   | 0   | 2    | 4    | 14:19         |
| Gesamt                             | 6   | 0   | 2    | 4    | 14:19         |

### Anlässe
| Anlass                                   | Sp. | Sg. | Uts. | Ndl. | Torverhältnis |
| ---------------------------------------- | --- | --- | ---- | ---- | ------------- |
| Europameisterschaft-Qualifikationsspiele | 2   | 0   | 1    | 1    | 3:4           |
| Freundschaftsspiele                      | 4   | 0   | 1    | 3    | 11:15         |
| Gesamt                                   | 6   | 0   | 2    | 4    | 14:19         |

### Spielarten
| Spielart                       | Sp. | Sg. | Uts. | Ndl. | Torverhältnis |
| ------------------------------ | --- | --- | ---- | ---- | ------------- |
| Heimspiele (H)                 | 4   | 0   | 2    | 2    | 10:12         |
| Spiele auf neutralem Platz (*) | 0   | 0   | 0    | 0    | 0:0           |
| Auswärtsspiele (A)             | 2   | 0   | 0    | 2    | 4:7           |
| Gesamt                         | 6   | 0   | 2    | 4    | 14:19         |

### Austragungsorte
| Austragungsort | Land            | Sp. | Sg. | Uts. | Ndl. | Torverhältnis |
| -------------- | --------------- | --- | --- | ---- | ---- | ------------- |
| Chișinău       | Republik Moldau | 2   | 0   | 1    | 1    | 7:8           |
| Ciorescu       | Republik Moldau | 2   | 0   | 1    | 1    | 3:4           |
| Homel          | Belarus         | 2   | 0   | 0    | 2    | 4:7           |
| Gesamt         | Gesamt          | 6   | 0   | 2    | 4    | 14:19         |

### Spielergebnisse
|      | Gegentore | Gegentore | Gegentore | Gegentore | Gegentore | Gegentore |
| Tore | 0         | 1         | 2         | 3         | 4         | 5         |
| ---- | --------- | --------- | --------- | --------- | --------- | --------- |
| 0    | -         | 1         | -         | -         | -         | -         |
| 1    | -         | -         | -         | 1         | -         | -         |
| 2    | -         | -         | -         | 1         | -         | -         |
| 3    | -         | -         | -         | 1         | 1         | -         |
| 4    | -         | -         | -         | -         | -         | -         |
| 5    | -         | -         | -         | -         | -         | 1         |